# Teseo Taddia
Teseo Taddia (Italia, 20 de abril de 1920-1983) fue un atleta italiano especializado en la prueba de lanzamiento de martillo, en la que consiguió ser subcampeón europeo en 1950.

## Carrera deportiva
En el Campeonato Europeo de Atletismo de 1950 ganó la medalla de plata en el lanzamiento de martillo, llegando hasta los 54.73 metros, tras el noruego Sverre Strandli (oro con 55.71 metros) y por delante del checoslovaco Jirí Dadák (bronce con 53.64 m).